# Gunnar Sjöström (kemist)
Charles Gunnar Ebbe Sjöström, född 14 augusti 1906 i Lund, död 26 maj 1976, var en svensk kemist.
Sjöström, som var son till handelsföreståndare Carl Sjöström och Gunhild Persson, avlade studentexamen 1925 samt blev filosofie kandidat 1929 och filosofie licentiat 1936. Han var kemist vid Boliden AB:s smältverk i Skelleftehamn 1931, assistent vid Alnarps kemiska laboratorium 1932–1933, extra ordinarie amanuens på kemiska institutionen i Lund 1933–1934, assistent vid Statens mejeriförsök 1934–1939, ämneslärare vid Alnarps mejeriskola 1939–1942, professor i mejerikemi och -bakteriologi vid Alnarps lantbruksinstitut 1942–1967 och vid Lunds tekniska högskola från 1967. Han författade skrifter av huvudsakligen mejerikemiskt eller -bakteriologiskt innehåll.